# Brachycorythis kalbreyeri
Brachycorythis kalbreyeri es una especie de orquídea de hábito terrestre, perteneciente a la subfamilia Orchidoideae. Se encuentra en África

## Descripción
Es una orquídea de  hábitos terrestres, con tubérculos subterráneos dando lugar a un tallo glabro con hasta 15 hojas lanceoladas, agudas y delgadas. Florece en la primavera en una inflorescencia racemosa, de 17 cm de largo, cilíndrica, y laxa con  hasta 22 flores fragantes. Esta especie requiere de sombra profunda, alta humedad, condiciones de frío a uno cálido y una disminución de agua y fertilizantes después de la floración cuando las hojas comienzan a caer.

## Distribución y hábitat
Se encuentra en Guinea, Liberia, Sierra Leona, Camerún, Congo, Zaire, Kenia, Uganda, Tanzania y Zambia en las selvas tropicales y bosques de ribera, a menudo en los troncos cubiertos de musgos caídos en elevaciones de 1800 a 2350 metros. 

## Taxonomía
Brachycorythis kalbreyeri fue descrita por Heinrich Gustav Reichenbach y publicado en Flora 61: 77. 1878.
Etimología
kalbreyeri: epíteto otorgado en honor del botánico alemán Guillermo Kalbreyer.
Sinonimia
- Brachycorythis kalbreyeri var. glandulosa Braid	[2][3]